# Tom Wright (kiến trúc sư)
Tom Wright (sinh ngày 18 tháng 9 năm 1957) là một Kiến trúc sư người Anh, nổi tiếng nhất với thiết kế khách sạn Burj al-Arab ở Dubai.

## Tiểu sử
Sinh ra tại Croydon, ông học tại trường Royal Russel, sau đó học tại trường kiến trúc của Đại học Kingston. Năm 1983, ông đủ điều kiện để trở thành một kiến trúc sư, và sau đó trở thành giám đốc của công ty kiến trúc Lister Drew Haines Barrow vào năm 1991. Ông sau này trở thành người đứng đầu của chi nhánh kiến trúc của Atkins. Năm 1993, Wright trở thành thành viên của Viện kiến trúc Hoàng gia Anh.

## Các thiết kế
- Burj Al Arab - khách sạn bảy sao duy nhất có hình cánh buồm này được thiết kế vào tháng 10 năm 1993, sau đó được hoàn thành vào tháng 11 năm 1999.[4][5]
- Khu nghỉ dưỡng Bãi biển Jumeirah[5]
- Trung tâm Thương mại Thế giới Bahrain[5]